# Elias Sime

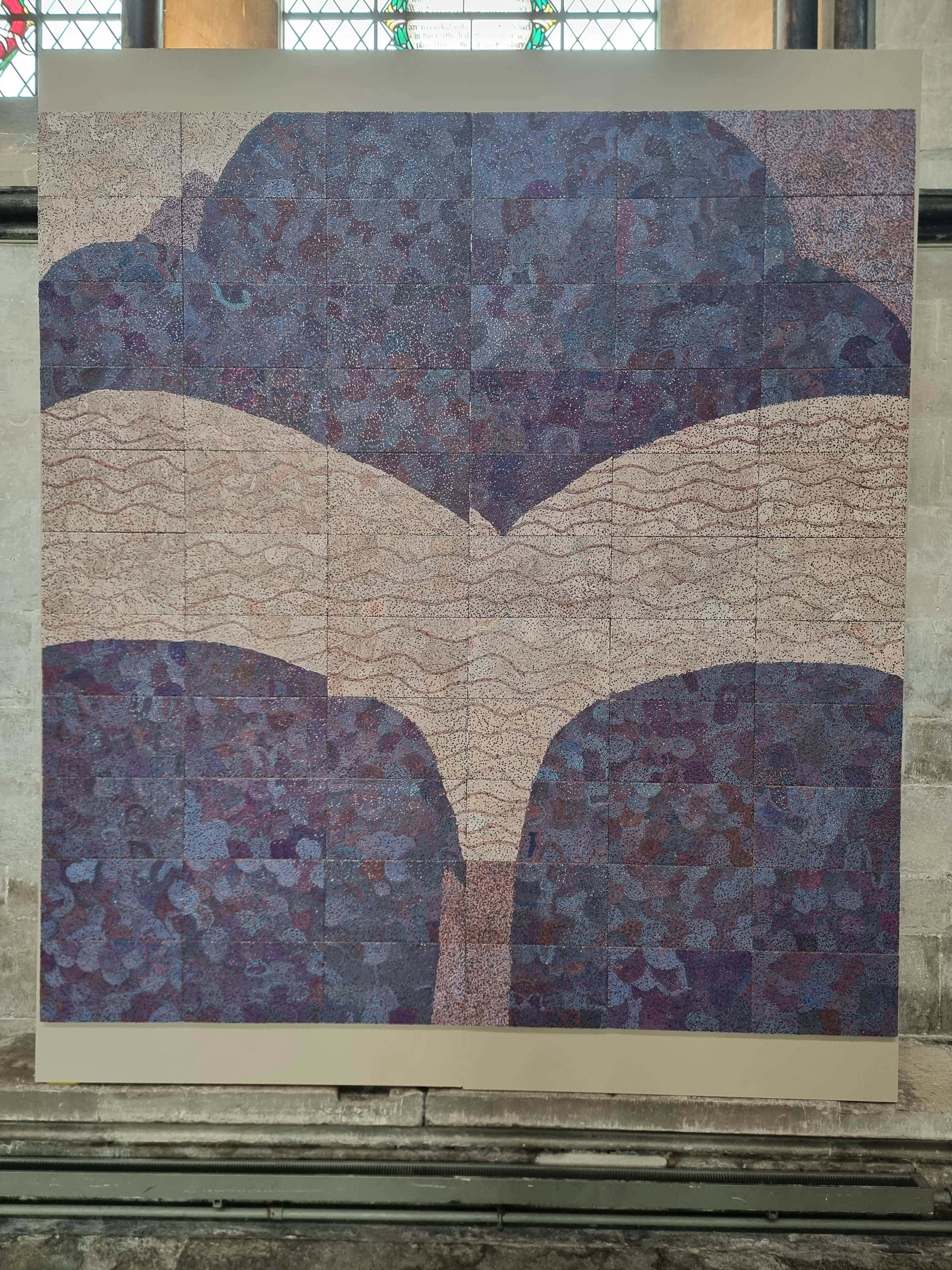
Tightrope von Elias Sime. Es besteht aus recycelten Elektrokabeln. Ein Werk, das auf die Menge an Elektronikschrott aufmerksam machen soll, die in der modernen Welt anfällt.

Elias Sime (* 1968 in Addis Abeba, Äthiopien) ist ein äthiopischer bildender Künstler und Bildhauer, der für seine großformatigen Reliefs aus recycelten Materialien bekannt ist.

## Leben
Sime schloss 1990 sein Studium an der Alle School of Fine Arts and Design der Universität Addis Abeba ab. Gemeinsam mit der Kuratorin und Anthropologin Meskerem Assegued gründete er das Zoma Museum in Addis Abeba, ein Zentrum für Umweltkunst, das 2019 eröffnet wird.
Elias Simes Arbeiten zeichnen sich durch die Verwendung von Elektronikschrott wie Platinen, Tastaturen und Drähten aus, die er auf dem Mercato-Markt in Addis Abeba sammelt. Durch das Flechten und Schichten dieser Materialien entstehen komplexe Mosaike, die sich mit Themen wie Umweltbewusstsein, technologischen Auswirkungen und sozialer Verantwortung auseinandersetzen. Seine Werkserie Tightrope thematisiert das fragile Gleichgewicht zwischen technologischem Fortschritt und dessen negativen Auswirkungen auf die Umwelt.
Elias Simes Arbeiten wurden international ausgestellt, unter anderem auf der 59. Biennale di Venezia 2022 in der Ausstellung The Milk of Dreams. Seine Werke sind in renommierten Sammlungen wie dem Metropolitan Museum of Art in New York, dem Saint Louis Art Museum und dem Israel-Museum in Jerusalem vertreten.
Im Frühjahr 2025 widmet der Kunstpalast Düsseldorf Elias Sime eine umfassende Einzelausstellung mit dem Titel Echo የገደል ማሚቶ, die seine künstlerische Entwicklung von den frühen 2000er Jahren bis heute präsentiert.

## Werk
Elias Sime ist bekannt für seine großformatigen Reliefs aus recycelten Materialien wie Elektronikschrott. Seine Arbeiten thematisieren die Beziehung zwischen Mensch und Umwelt sowie die Auswirkungen des technologischen Fortschritts auf die Gesellschaft. Durch die Wiederverwendung von weggeworfenen Materialien schafft er Kunstwerke, die sowohl ästhetisch ansprechend als auch gesellschaftskritisch sind.